# Eugène Burnouf
Eugène Burnouf, (París, 8 d'abril de 1801 - París, 28 de maig de 1852) fou un lingüista i indòleg francès, fundador de la Société Asiatique l'any 1822 i fill de Jean-Louis Burnouf.

## Biografia
Va estudiar a l'École royale des chartes abans de consagrar-se a l'estudi de les llengües orientals, tot suscitant un moviment d'estudis vèdics científics a França. Va ser professor de gramàtica general a l'École Normale Supérieure i va ser nomenat professor del Collège de France, on va ser titular de la càtedra de llengua i literatura sànscrites entre 1832 i 1852. Va ser elegit membre de l'Académie des inscriptions et belles-lettres l'any 1832. Les seues investigacions van ultrapassar àmpliament el marc del sànscrit, amb estudis principalment del pali i l'avèstic.
Eugène Burnouf és considerat un dels grans indòlegs francesos i el pare dels estudis sobre el budisme a Occident. També se li deuen, principalment, una traducció del Bhagavata Purana i la primera traducció del Sutra del Lotus, del sànscrit al francès, publicada l'any 1852.
La seua tomba es troba al cementiri del Père-Lachaise (59a Divisió, 3a línia, AJ, 13). Un carrer del 19è arrondissement de París porta el seu nom.
Era cosí germà d'Émile-Louis Burnouf. La seua filla Laure es va casar amb l'historiador Léopold Delisle.

## Obres escollides
- Assaig sobre el Pali (1826)
- Vendidad Sade, un dels llibres de Zoroastre (1829-1843)
- Comentari sobre el Yaçna, un dels llibres litúrgics dels parsis (1833-1835)
- Memòria sobre les inscripcions cuneiformes (1838)
- Bhagavata Purana o història poètica de Krishna (3 volumes, 1840-1847)
- Introducció a la història del Budisme indi (1844; 1876)
- Lotus de la bona llei (1852). Reedició : A. Maisonneuve, París, 1973.